# 행복한 왕자 (영화)
《행복한 왕자》(영어: The Happy Prince)는 2018년 영국의 전기 영화로, 오스카 와일드의 동명의 단편소설을 바탕으로 루퍼트 에버렛이 직접 각색하고 연출하며, 주인공 오스카 와일드를 연기한다. 이외에 콜린 퍼스, 콜린 모건, 에밀리 왓슨이 출연한다.

## 출연진
- 루퍼트 에버렛 - 오스카 와일드
- 콜린 퍼스 - 레지 터너
- 콜린 모건 - 앨프리드 더글러스 경
- 에밀리 왓슨 - 콘스턴스 로이드
- 톰 윌킨슨 - 던 신부
- 에드윈 토머스 - 로비 로스
- 베아트리스 달 - 카페 매니저
- 존 스탠딩 - 터커 박사